# Affracourt
Affracourt est une commune française située dans le département de Meurthe-et-Moselle, en région Grand Est.

## Géographie

### Localisation
Affracourt est située à 30 km de la préfecture Nancy, à neuf km de Vézelise, bureau centralisateur du canton.
Le territoire de la commune est limitrophe de cinq communes : 
|             | Gerbécourt-et-Haplemont | Haroué     |
| Tantonville | Affracourt              | Vaudéville |
|             | Xirocourt               |            |

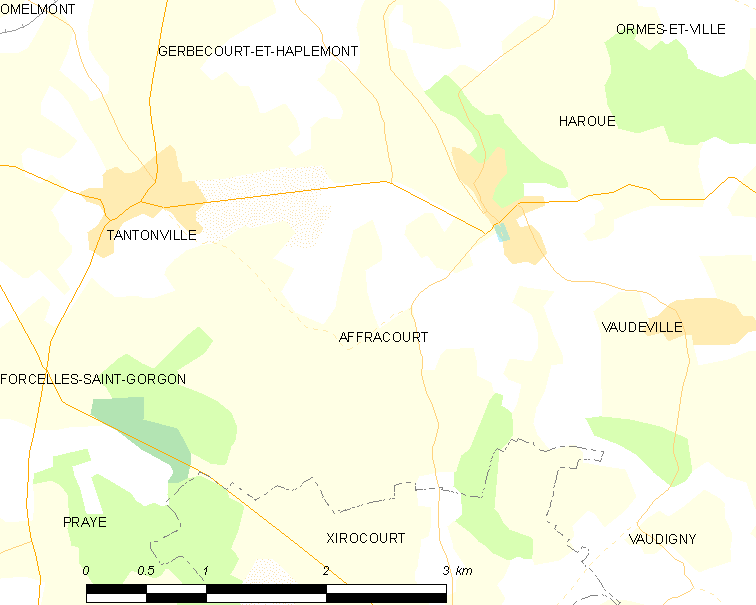
Carte de la commune.
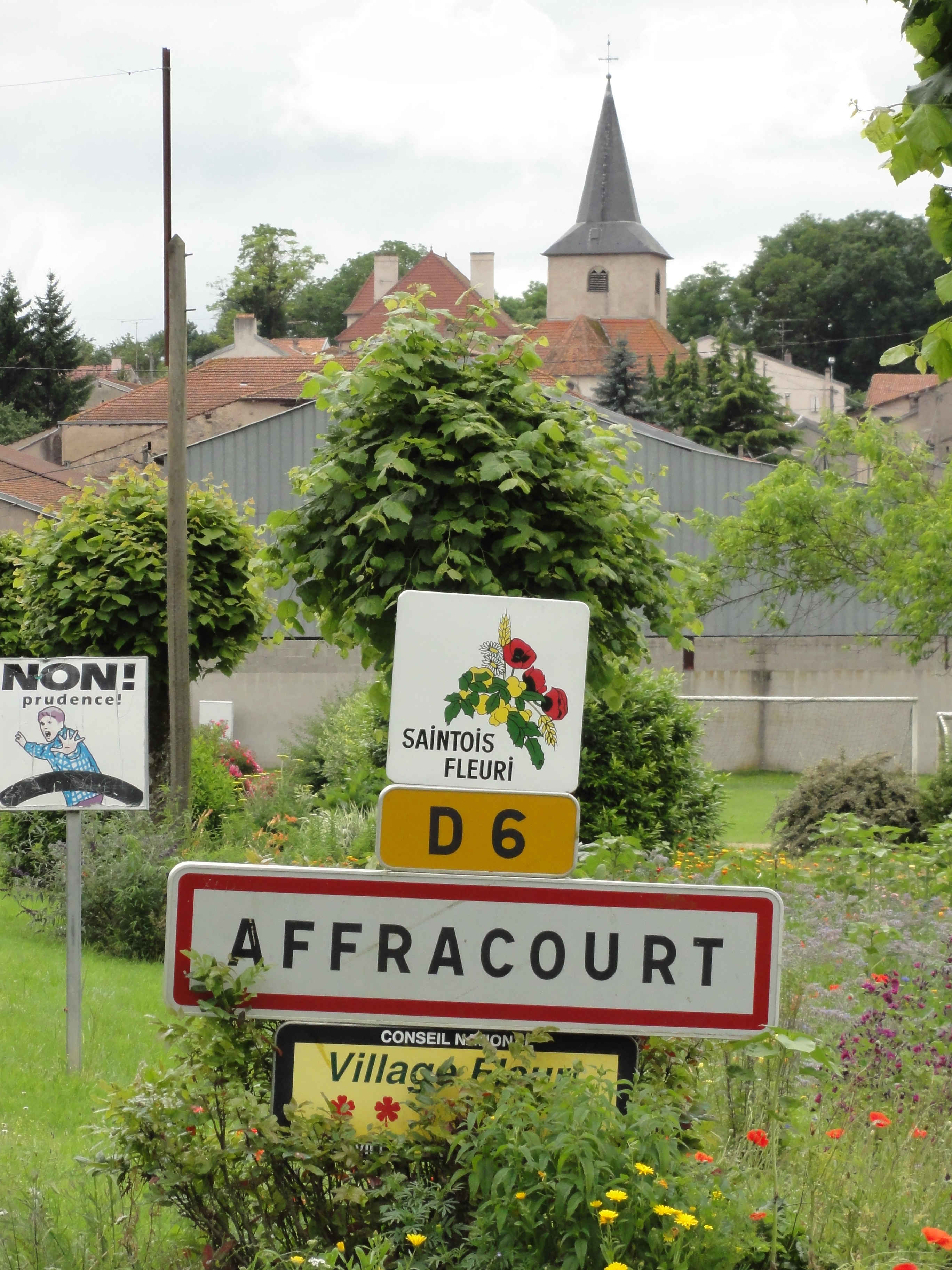
Entrée d'Affrancourt.

### Hydrographie
La commune est dans le bassin versant du Rhin au sein du bassin Rhin-Meuse. Elle est drainée par le Madon et le ruisseau des Rouaux,.
Le Madon, d'une longueur de 97 km, prend sa source dans la commune de Vioménil et se jette  dans la Moselle à Pont-Saint-Vincent, après avoir traversé 47 communes.

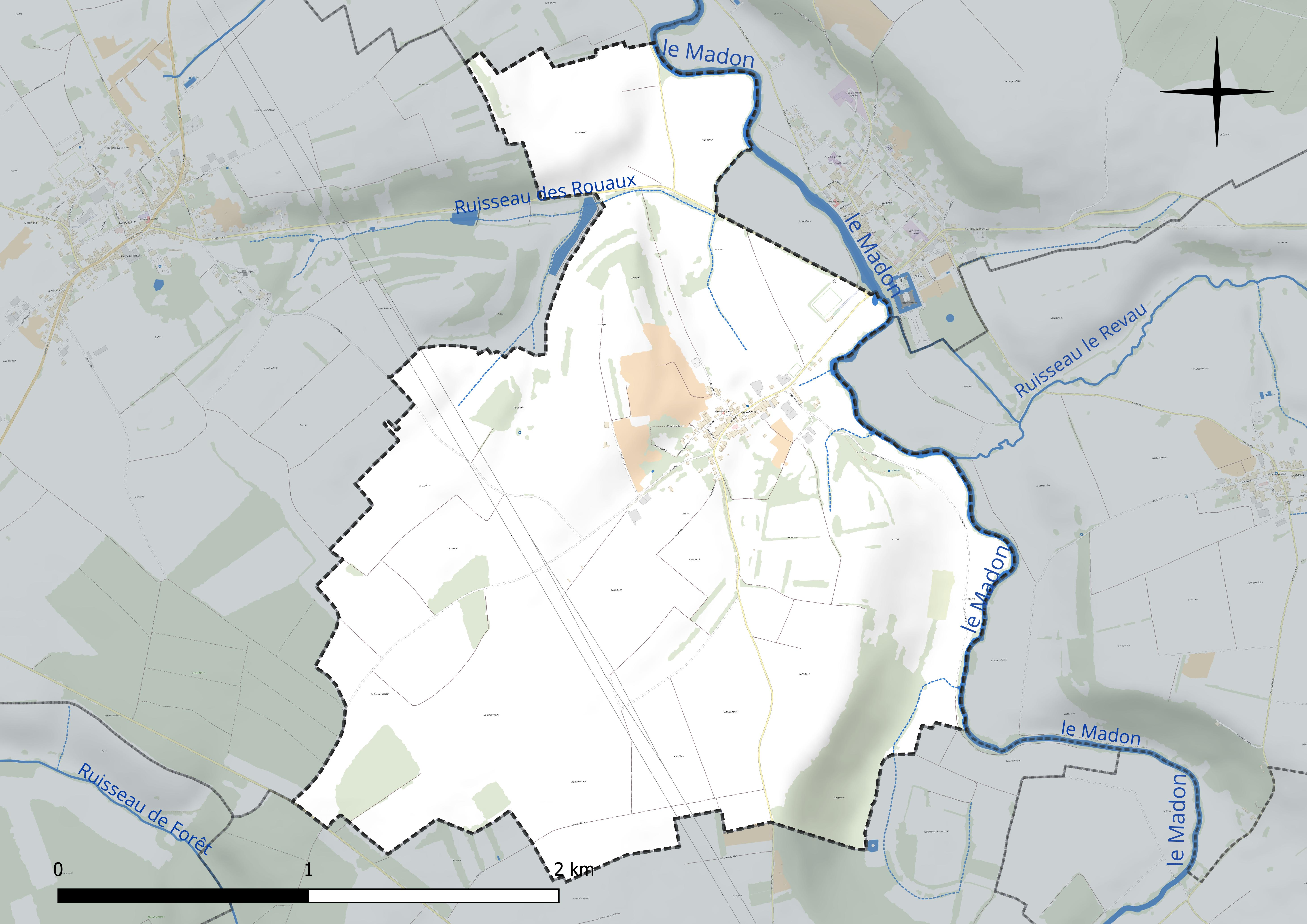
Réseau hydrographique d'Affracourt.

### Climat
Pour des articles plus généraux, voir Climat du Grand Est et Climat de Meurthe-et-Moselle.
En 2010, le climat de la commune est de type climat des marges montargnardes, selon une étude du Centre national de la recherche scientifique s'appuyant sur une série de données couvrant la période 1971-2000. En 2020, Météo-France publie une typologie des climats de la France métropolitaine dans laquelle la commune est exposée à un climat semi-continental et est dans la région climatique Lorraine, plateau de Langres, Morvan, caractérisée par un hiver rude (1,5 °C), des vents modérés et des brouillards fréquents en automne et hiver.
Pour la période 1971-2000, la température annuelle moyenne est de 9,8 °C, avec une amplitude thermique annuelle de 17 °C. Le cumul annuel moyen de précipitations est de 873 mm, avec 12,7 jours de précipitations en janvier et 9,5 jours en juillet. Pour la période 1991-2020, la température moyenne annuelle observée sur la station météorologique de Météo-France la plus proche, « Mirecourt-inra », sur la commune de Mirecourt à 18 km à vol d'oiseau, est de 10,4 °C et le cumul annuel moyen de précipitations est de 824,3 mm. 
La température maximale relevée sur cette station est de 39,5 °C, atteinte le 25 juillet 2019 ; la température minimale est de −19,5 °C, atteinte le 20 décembre 2009,,.
Les paramètres climatiques de la commune ont été estimés pour le milieu du siècle (2041-2070) selon différents scénarios d'émission de gaz à effet de serre à partir des nouvelles projections climatiques de référence DRIAS-2020. Ils sont consultables sur un site dédié publié par Météo-France en novembre 2022.

## Urbanisme

### Typologie
Au 1er janvier 2024, Affracourt est catégorisée commune rurale à habitat dispersé, selon la nouvelle grille communale de densité à sept niveaux définie par l'Insee en 2022.
Elle est située hors unité urbaine. Par ailleurs la commune fait partie de l'aire d'attraction de Nancy, dont elle est une commune de la couronne,. Cette aire, qui regroupe 353 communes, est catégorisée dans les aires de 200 000 à moins de 700 000 habitants,.

### Occupation des sols
L'occupation des sols de la commune, telle qu'elle ressort de la base de données européenne d’occupation biophysique des sols Corine Land Cover (CLC), est marquée par l'importance des territoires agricoles (96,1 % en 2018), une proportion identique à celle de 1990 (96,1 %). La répartition détaillée en 2018 est la suivante : 
terres arables (69,5 %), prairies (18,6 %), zones agricoles hétérogènes (8 %), forêts (3,9 %). L'évolution de l’occupation des sols de la commune et de ses infrastructures peut être observée sur les différentes représentations cartographiques du territoire : la carte de Cassini (XVIIIe siècle), la carte d'état-major (1820-1866) et les cartes ou photos aériennes de l'IGN pour la période actuelle (1950 à aujourd'hui).

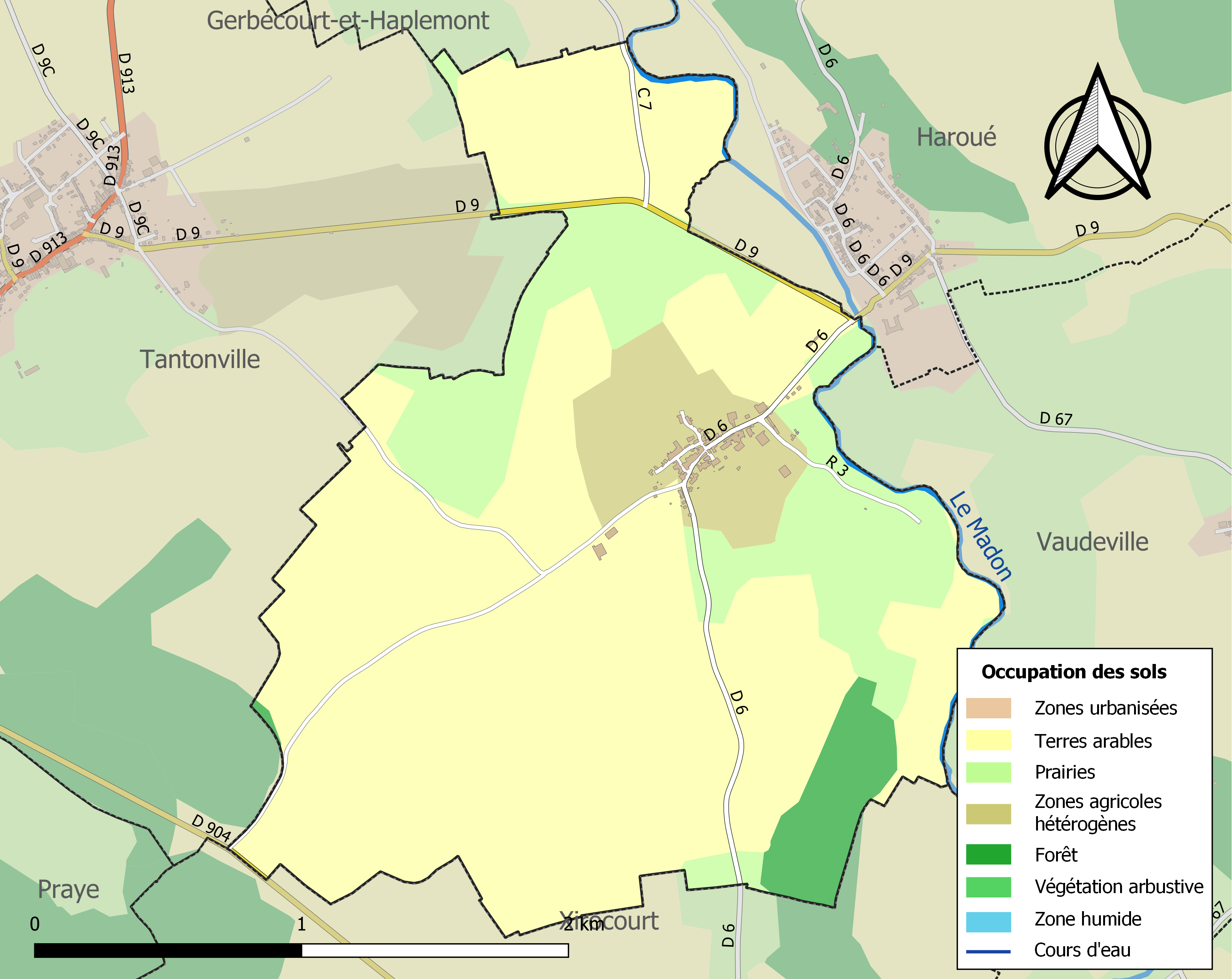
Carte des infrastructures et de l'occupation des sols de la commune en 2018 (CLC).

## Toponymie
Le nom de la localité est attesté sous les formes Fratbodi curtis (xe siècle) ; Offroicourt (1350) ; Affraucourt (1420) ; Auffroicourt (1522) ; Affroicourt (1527) ; Aufferaucourt (1558) ; Offraucourt (1563) ; Offracourt (1594).

Expression locale : « C’ast lo fôhe que hoye lo molin brelet », « c'est le four qui traite le moulin de brûlé, c'est celui qui le dit qui y est ».

## Histoire
- Présence franque.

## Politique et administration

### Tendances politiques et résultats
Le résultat de l'élection présidentielle de 2012 dans cette commune est le suivant :
| Candidat       | Candidat                    | Premier tour | Premier tour | Second tour | Second tour |
| Candidat       | Candidat                    | Voix         | %            | Voix        | %           |
| -------------- | --------------------------- | ------------ | ------------ | ----------- | ----------- |
|                | Eva Joly (EÉLV)             | 0            | 0,00         |             |             |
|                | Marine Le Pen (FN)          | 19           | 21,84        |             |             |
|                | Nicolas Sarkozy (UMP)       | 34           | 39,08        | 53          | 63,86       |
|                | Jean-Luc Mélenchon (FG)     | 3            | 3,45         |             |             |
|                | Philippe Poutou (NPA)       | 3            | 3,45         |             |             |
|                | Nathalie Arthaud (LO)       | 0            | 0,00         |             |             |
|                | Jacques Cheminade (SP)      | 0            | 0,00         |             |             |
|                | François Bayrou (MoDem)     | 7            | 8,05         |             |             |
|                | Nicolas Dupont-Aignan (DLR) | 2            | 2,30         |             |             |
|                | François Hollande (PS)      | 19           | 21,84        | 30          | 36,14       |
|                |                             |              |              |             |             |
| Inscrits       | Inscrits                    | 99           | 100,00       | 99          | 100,00      |
| Abstentions    | Abstentions                 | 12           | 12,12        | 10          | 10,10       |
| Votants        | Votants                     | 87           | 87,88        | 89          | 89,90       |
| Blancs et nuls | Blancs et nuls              | 0            | 0,00         | 6           | 6,74        |
| Exprimés       | Exprimés                    | 87           | 100,00       | 83          | 93,26       |

### Liste des maires
| Période   | Période  | Identité          | Étiquette | Qualité                                                  |
| --------- | -------- | ----------------- | --------- | -------------------------------------------------------- |
| mars 2014 | mai 2020 | Bernard Vuillaume |           | Retraité des artisans, commerçants et chefs d'entreprise |
| mai 2020  | En cours | Étienne Voinot,   |           | Agriculteur sur moyenne exploitation                     |

## Population et société

### Démographie
L'évolution du nombre d'habitants est connue à travers les recensements de la population effectués dans la commune depuis 1793. Pour les communes de moins de 10 000 habitants, une enquête de recensement portant sur toute la population est réalisée tous les cinq ans, les populations de référence des années intermédiaires étant quant à elles estimées par interpolation ou extrapolation. Pour la commune, le premier recensement exhaustif entrant dans le cadre du nouveau dispositif a été réalisé en 2004.

En 2022, la commune comptait 114 habitants, en évolution de +3,64 % par rapport à 2016 (Meurthe-et-Moselle : −0,13 %, France hors Mayotte : +2,11 %).
| 1793 | 1800 | 1806 | 1821 | 1831 | 1836 | 1841 | 1846 | 1851 |
| ---- | ---- | ---- | ---- | ---- | ---- | ---- | ---- | ---- |
| 304  | 292  | 291  | 316  | 326  | 336  | 328  | 321  | 318  |

| 1856 | 1861 | 1872 | 1876 | 1881 | 1886 | 1891 | 1896 | 1901 |
| ---- | ---- | ---- | ---- | ---- | ---- | ---- | ---- | ---- |
| 315  | 293  | 292  | 297  | 283  | 279  | 280  | 259  | 252  |

| 1906 | 1911 | 1921 | 1926 | 1931 | 1936 | 1946 | 1954 | 1962 |
| ---- | ---- | ---- | ---- | ---- | ---- | ---- | ---- | ---- |
| 213  | 203  | 174  | 162  | 149  | 134  | 133  | 109  | 98   |

| 1968 | 1975 | 1982 | 1990 | 1999 | 2004 | 2006 | 2009 | 2014 |
| ---- | ---- | ---- | ---- | ---- | ---- | ---- | ---- | ---- |
| 93   | 90   | 106  | 117  | 114  | 102  | 98   | 107  | 109  |

| 2019 | 2022 | - | - | - | - | - | - | - |
| ---- | ---- | - | - | - | - | - | - | - |
| 109  | 114  | - | - | - | - | - | - | - |

### Manifestations culturelles et festivités
Depuis maintenant quelques années, les Affracurtiens organisent un grand repas champêtre sur le terrain de pétanque du village, prétexte à diverses animations.

## Culture locale et patrimoine

### Lieux et monuments
- Église Sainte-Libaire, du XVe siècle : tour romane.
- Château du XVIIe siècle : tour carrée, dépendances du XVIIIe siècle.
- La maison de Jean-François de Saint-Lambert, philosophe et poète
- Lavoir.

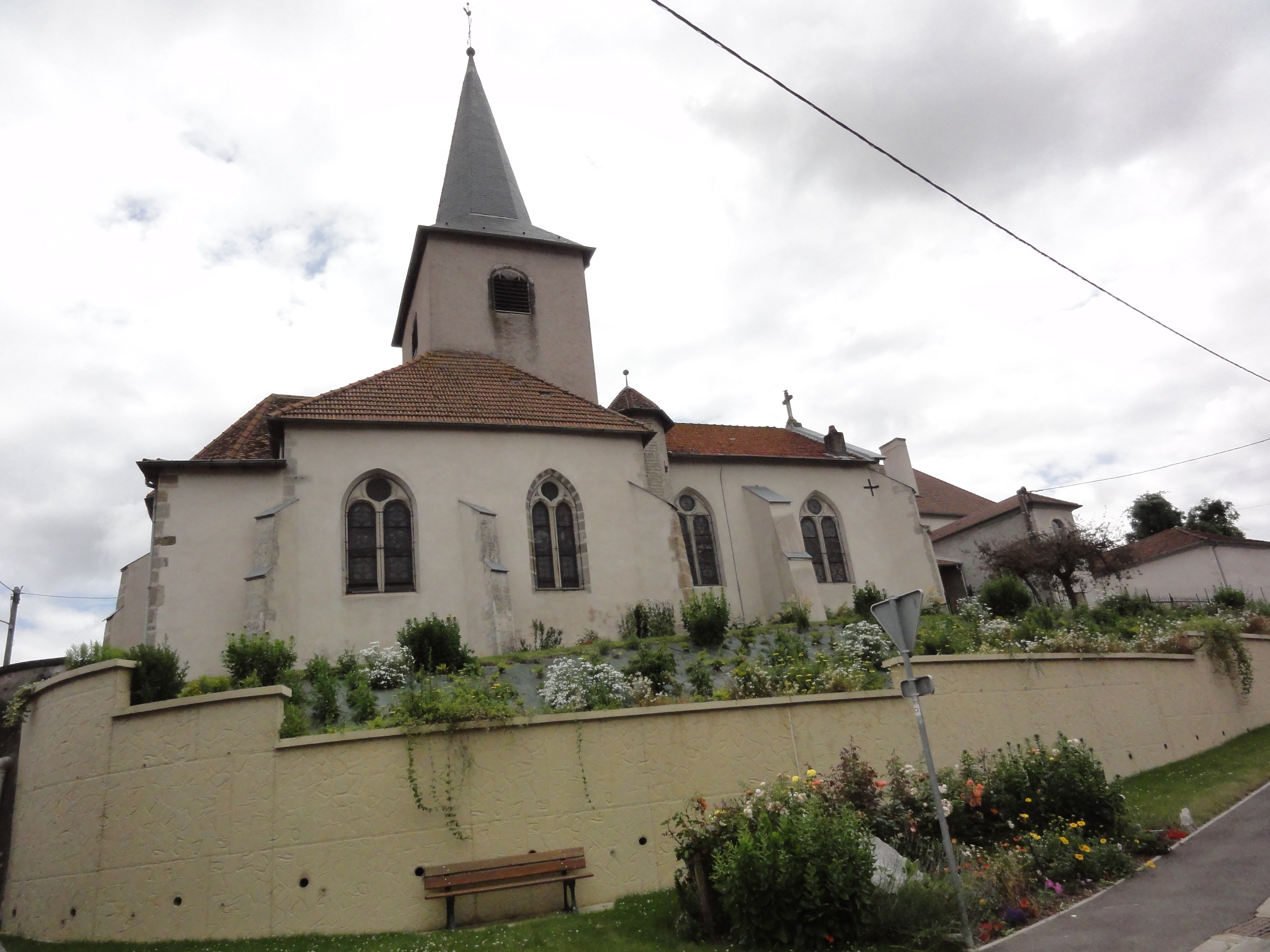
L'église Sainte-Libaire.
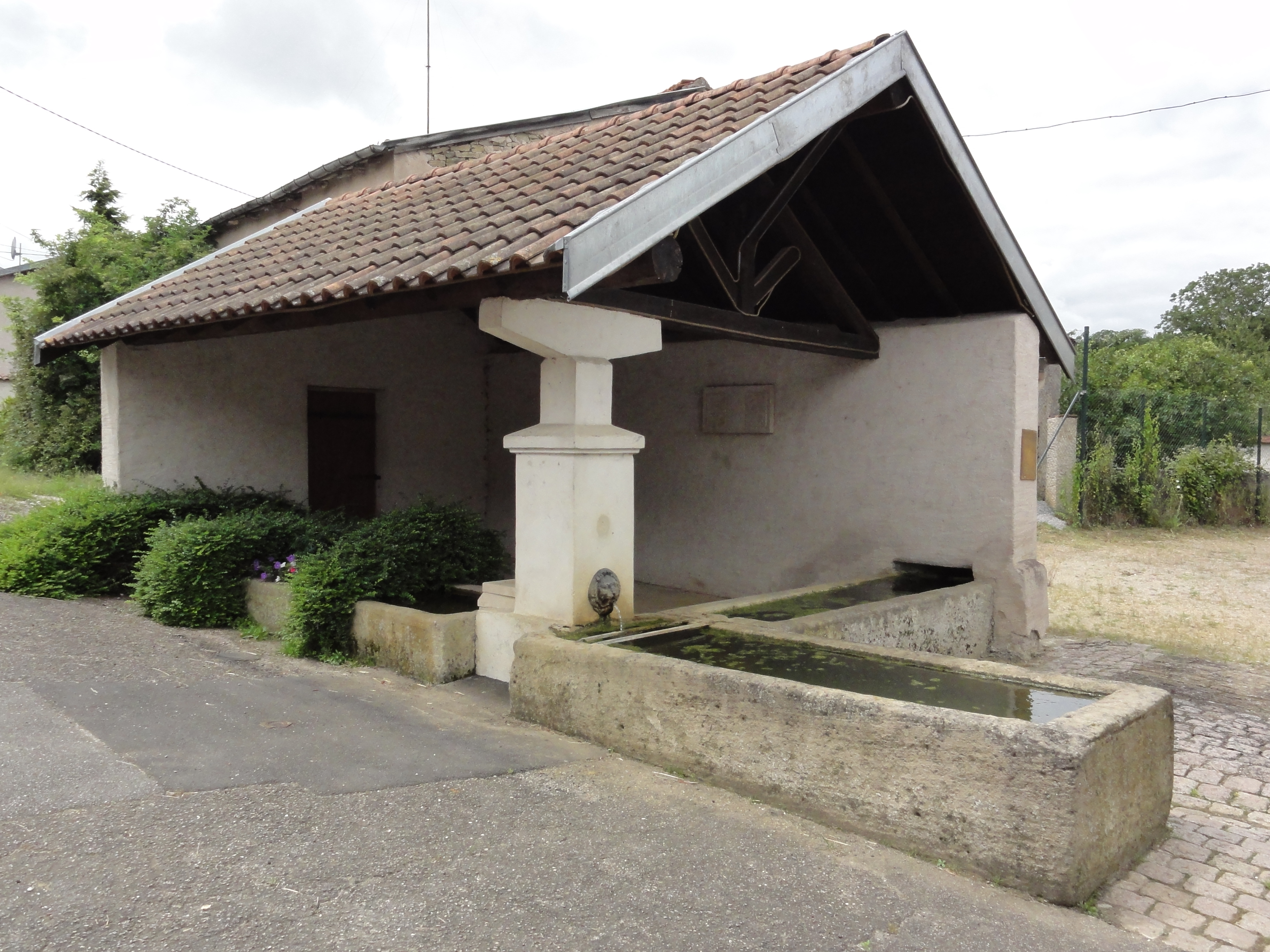
Le lavoir.
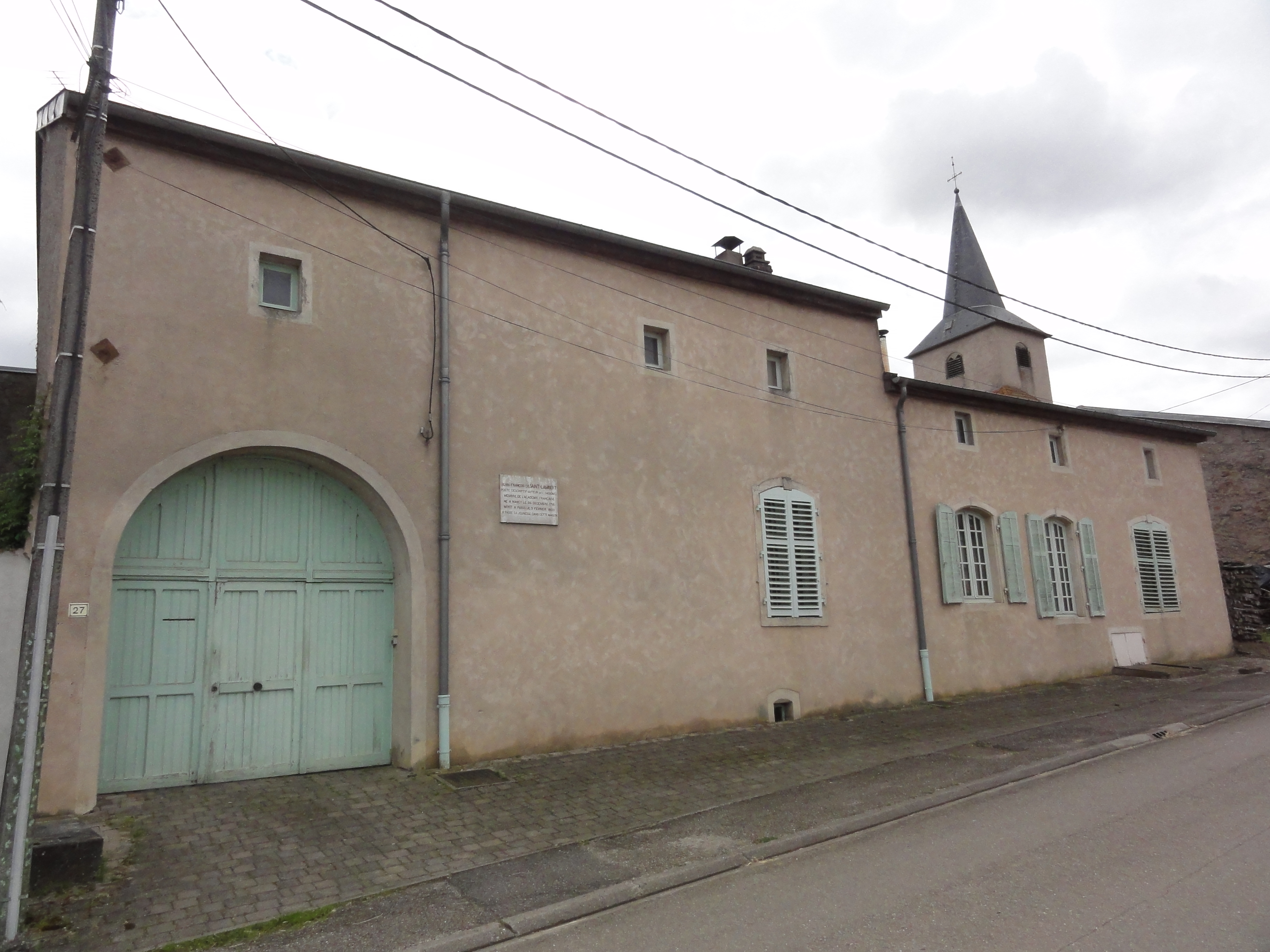
La maison où habitait J.-F. de Saint-Lambert.
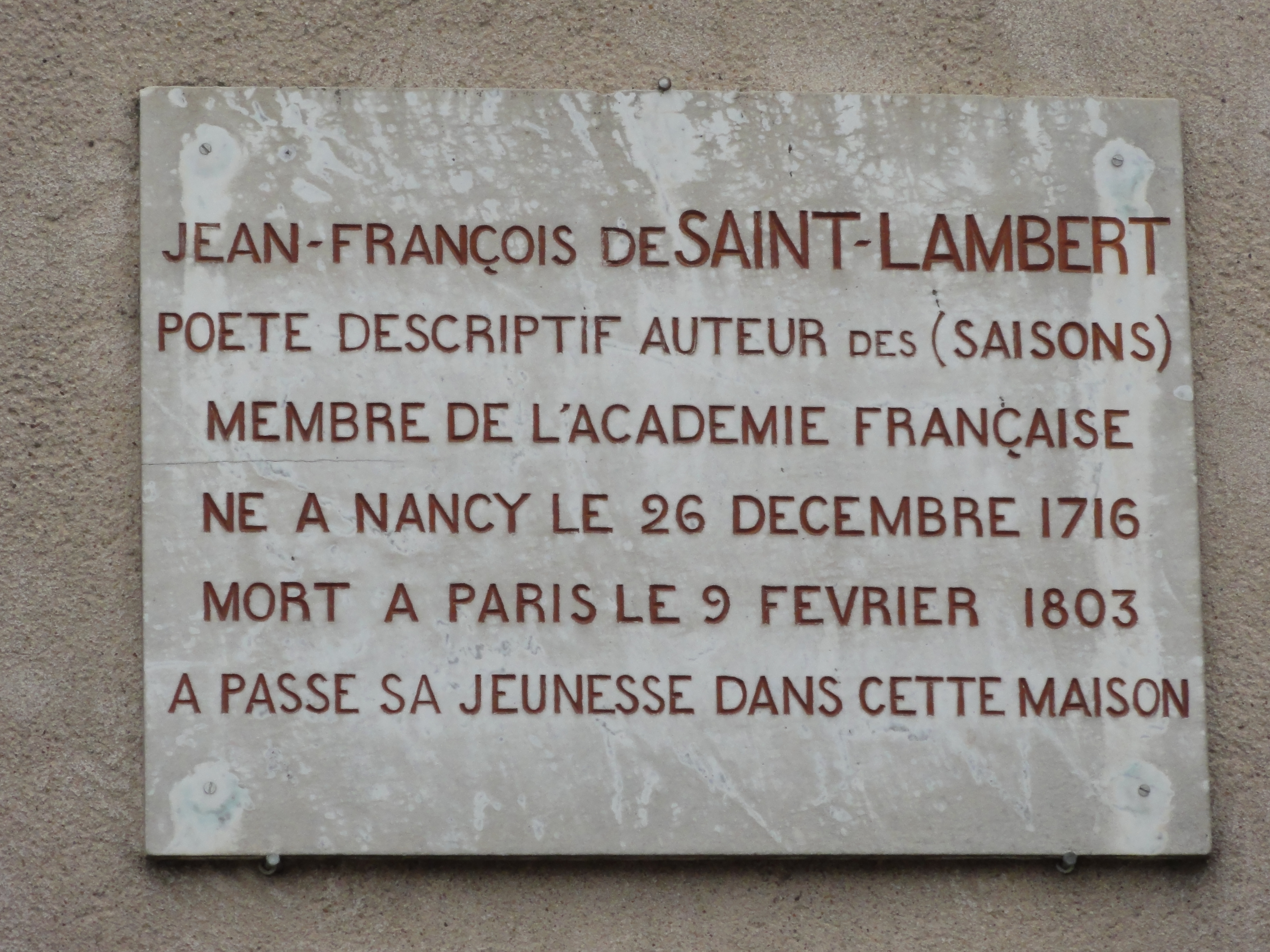
Plaque de la maison où habitait J.-F. de Saint-Lambert.

### Personnalités liées à la commune
Jean-François de Saint-Lambert (1716-1803), philosophe et poète, a passé sa jeunesse à Affracourt.

### Héraldique, logotype et devise
| Blason de Affracourt | Blason  | Burelé d'argent et de sable ; à deux léopards de gueules brochant sur le tout, celui de la pointe contourné. |
| Blason de Affracourt | Détails | Le statut officiel du blason reste à déterminer.                                                             |